# Уокон (Айова)
Уокон (англ. Waukon) — город в штате Айова, США. Окружной центр округа Алламаки. Население — 4 131 человека (2000 год). Место проведения ежегодной Ярмарки округа Алламаки. Первые белые поселенцы прибыли в район будущего города в 1849 году, датой основания считается открытие в 1853 году почтового отделения. Название предположительно связано с именем вождя индейцев виннебаго либо его сына, Джона Уокона.